# ستار زد-62
المسدس الرشاش ستار زيد -62 (Star Z-62) دخل الخدمة سنة 1963 وهو من عيار 9 ميليمتر. وله امكانية اشتغال في ضروف صعبة، كما أن مقبض اليد الذي يمسك منه الجندي السلاح لديها خاصية التبريد. تم استبدال هذا السلاح سنة 1971 بسلاح Z-70/Z-70B الذي يشتمل على خاصية إطلاق النار بشكل تقليدي.

## المواصفات
- العيار: 9 ميلمتر (9x23)
- كتلة السلاح وهو فارغ: 2.87 كيلوغرام
- طول السلاح:[2] ميلمتر 480/701
- إمكانية الإطلاق : 550 رصاصة في الدقيقة
- عدد الرصاصات التي يحمل: يستطيع أن يحمل ما بين 20/40 كارتوشة